# Невяна Станчева
Невяна Панайотова Станчева e българска лекарка педиатърка, преподавателка по майчинство и детство.

## Биография

#### Ранен живот и педиатърска кариера
Невяна Станчева е родена на 20 януари 1902 г. в гр. Черна вода, Румъния. До 10-годишна възраст учи в русенско училище, след което постъпва във френския пансион в Крайова, Румъния. По-късно завършва девическата гимназия „Баба Тонка“ в Русе. Висше медицинско образование получава във Виена. Три години работи в с. Сливо поле, като обслужва район от 19 села. Особена любов проявява към малките си пациенти, което я насочва да специализира детски болести в столичната Александровска болница. Като педиатър, в гимназия „Баба Тонка“ преподава майчинство и детство в продължение на 16 години.

##### Пенсиониране и смърт
Пенсионира се по здравословни причини и работи на частна практика в гр. Русе до смъртта си през 1971 г. През 44-годишния си трудов стаж д-р Пашова спечелва любовта и уважението на три поколения русенци. Тя основава и няколко години безвъзмездно завежда Детската консултация на улица „Доростол“. Любвеобилна, състрадателна и с отворено сърце към страданията на болните, д-р Пашова лекува безплатно социално слабите. Тази всеотдайност тя предава и на дъщеря си Росица, която наследява специалността на майка си и любовта ѝ към децата. Владее перфектно румънски, френски и немски. Дълбоко влюбена в музиката и оперното пеене, тя не пропуска културно събитие в града. В дома ѝ винаги са добре дошли всички наши и чужди гастролиращи певци.
На смъртния си одър д-р Пашова се обръща към своята дъщеря:
| „ | Пари може да не ти оставих, но ти оставих име, от което никога няма да се срамуваш. | “ |

Умира през 1971 г.

## Семейство
Дъщеря е на Панайот Станчев и Аника Винарова († 1858). Майка ѝ Аника Винарова е потомък на известния русенски род Винарови и сестра на общественика Петър Винаров и генерал Върбан Винаров.
Другите наследници на рода Винарови се изселват в София и чужбина в началото на 20 век.

## Цитирана литература